# Новые Чепкасы
Но́вые Чепка́сы (чув. Ҫӗнӗ Чӗпкас, тат. Яңа Чапкас) — деревня в Батыревском районе Чувашской Республики. Входит в состав Кзыл-Чишминского сельского поселения.

## География
Находится в юго-восточной части Чувашии на расстоянии приблизительно 15 км на восток-юго-восток по прямой от районного центра села Батырево.

## История
Деревня основана переселенцами из деревни Каменный Брод в 1910 году. Упоминается официально с 1924 года, когда здесь было 24 двора и 120 жителей. В 1939 году учтено было 149 человек, в 1979 — 96. В 2002 году 16 дворов, в 2010 — 11 домохозяйств. В годы коллективизации образован колхоз «Кзыл-Тан», в 2010 году работало ОАО «Агрофирма им. Ленина».

## Органы власти

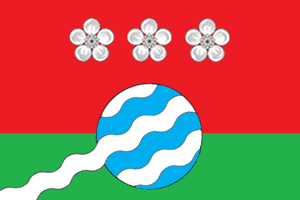
Флаг сельского поселения

В рамках организации местного самоуправления с 2004 по 2022 гг. в границах сельского поселения существовало муниципальное образование Кзыл-Чишминское сельское поселение . Упразднено законом от 29 марта 2022 года в рамках преобразования муниципального района со всеми входившими в его состав поселениями путём их объединения в муниципальный округ . С 1 января 2023 года функционирует Кзыл-Чишминский территориальный отдел .
Ведущий специалист-эксперт территориального отдела .
В состав территориального отдела входят деревни Кзыл-Чишма, Новые Чепкасы и Красномайск.

## Население
Население составляло 31 человек (татары 100 %) в 2002 году, 19 в 2010.